# Orquesta de acordeones Isidro Larrañaga
La Orquesta de acordeones Isidro Larrañaga es una orquesta ubicada en Tolosa (Guipúzcoa, España). La forman unos 25 miembros y es famosa internacionalmente por los conciertos ofrecidos y por los concursos ganados. Además de acordeones, se completa con caja, bajo, teclado y timbales. El director es Isitxo Larrañaga Moreno.

## Historia
- La ORQUESTA DE ACORDEONES ISIDRO LARRAÑAGA fue fundado por Isidro Larrañaga Beloki en el año 1980.

- Está formado por 25 músicos, cuya edad oscila entre los 14 y los 35 años. La mayoría de ellos están realizando estudios superiores de música y el resto ya los ha acabado.

- La orquesta se dio a conocer a través de diferentes conciertos ofrecidos en poblaciones de Álava, Vizcaya, Guipúzcoa y Navarra hace 21 años.

- En abril de 1985, hizo una gira por Francia cosechando un gran éxito.

- En mayo de 1985, ofreció una actuación en el programa "Gente Joven" de RTVE.

- En 1987, se creó una segunda orquesta, constituido por alumnos de música de entre 9 y 15 años. Hoy en día cuenta con unos 25 músicos, bajo la dirección de Isidro Larrañaga Moreno.

- Por otra parte, entre 1987 y 1989, participó en varios festivales organizados con la ayuda de las diputaciones de Navarra y Guipúzcoa y la Consejería de Cultura del Gobierno Vasco.

- En 1988 ofreció diversas actuaciones en el programa "Por la Mañana" de RTVE y en el programa "Iñigo En Directo" de ETB.

- En noviembre de 1989, participó en el "XVI Acordion International Gran Prix", celebrado en la ciudad francesa de Mutzig, logrando el primer premio y la medalla de oro, a la vez que se dio conocer internacionalmente.

- En 1997, las 2 orquestas participaron en el "XVII Acordion International Gran Prix", celebrado en la ciudad francesa de Bischwiller, consiguiendo sendas medallas de plata en las correspondientes categorías.

- En 1998, tomó parte en el "Gran Premio Internacional de Acordeones Castelfidardo" consiguiendo también una medalla de plata.

- En el 2000, participó en el "XVIII Acordion International Gran Prix" celebrado en la ciudad suiza de Ginebra, ganando la medalla de oro.

- En el año 2001 se presentó al "X. Certamen Internacional de Acordeón de Cantabria", logrando el primer puesto y la medalla de oro.

- En el 2002, las dos orquestas tomaron parte en el "XI. Certamen Internacional de Acordeón de Cantabria", logrando el primero puesto y la medalla de oro en las respectivas categorías.

- En el 2003 las dos orquestas se presentaron al "XII. Certamen Internacional de Acordeón de Cantabria" donde la orquesta de los jóvenes logró el primer puesto y la medalla de oro mientras la orquesta de los adultos lograba el segundo puesto y la medalla de plata.

- Entre el 3 y el 12 de diciembre de 2004, la orquesta ofreció varios conciertos en tres ciudades austríacas (Insbruck, Salzburgo y Viena) cosechando un gran éxito.

- En mayo del 2007 ofreció varios conciertos en Galicia, siendo por ello aclamada por el público.

- En octubre del 2007 la orquesta gana en el concurso internacional "Prague Harmonica Days", compitiendo en la máxima categoría contra 7 rivales, y obteniendo 23,8 puntos sobre un total de 25 posibles, y la calificación de "Outstanding", mientras que el segundo clasificado obtuvo 23 puntos.

- Hoy en día, la orquesta están bajo la dirección de Isidro Larrañaga Moreno, y continúa ofreciendo conciertos interpretando estilos variados.